# Langgini
Langgini is een bestuurslaag in het regentschap Kampar van de provincie Riau, Indonesië. Langgini telt 14.334 inwoners (volkstelling 2010).